# イーサフィヨルズゥル

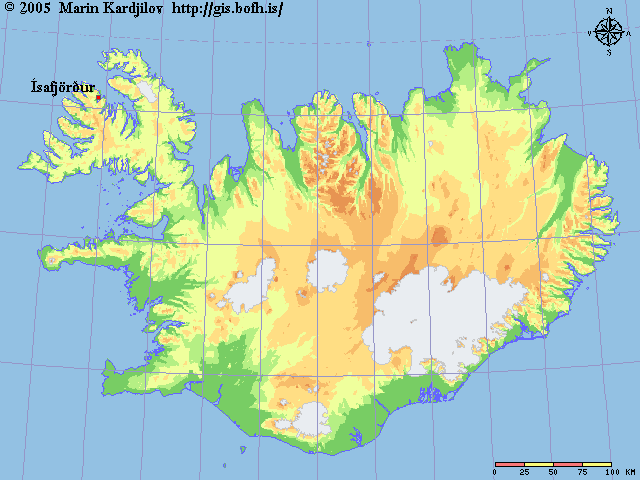
イーサフィヨルズゥルの位置

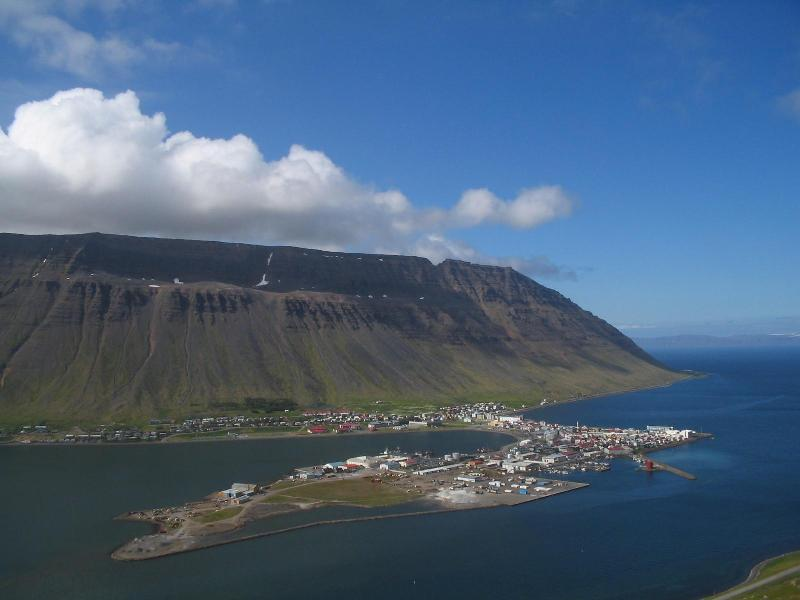
イーサフィヨルズゥルの眺め

イーサフィヨルズゥル （Ísafjörður、ˈi:saˌfjœrðʏr̥、アイスランド語で氷のフィヨルドを意味する）は、アイスランドの自治体。西部フィヨルドの行政中心地。基礎自治体イーサフィヨルズゥルの中心であり、近郊の自治体フラトエイリ (en)、スーズルエイリ (en)、シンクエイリ (en) が含まれる。人口およそ4,000人。面積270平方キロメートル。砂州の上に位置する。スクトゥルスフィヨルズゥル・フィヨルドがさらに大きなイーサフィヨルドユープ・フィヨルドの水面と合流する場所にある。
町は道路で北西15キロメートルの町ボルンガルヴィークとつながり、東の小さな町スーザヴィーク (en) とつながっている。さらに1996年にはアイスランド最長の西部フィヨルドトンネル (en) が完成し、南の自治体である小さな町フラトエイリとスーズルエイリへつながった。イーサフィヨルズゥルには、首都レイキャヴィークとの定期便が就航しているイーサフィヨルズゥル空港もある。
漁業が主要産業であり、町はアイスランド有数の漁場である。1980年代初頭の政治的な漁業制限や自然条件など、多くの原因のため、漁業は衰退し、仕事を求めた住民たちが町を出て行き人口が減少した。港は、観光客を乗せた大型クルーズ船が寄港するのと同様に、地元住民の利用するフェリーがやってくる。
そのわずかな人口や、国内で歴史的に孤立してきたにもかかわらず、イーサフィヨルズゥルには病院も音楽学校もあり、街はむしろ都会的な環境を備えている。歴史的建造物である旧病院ビルは今、図書館と展示場を備えた文化センターとして利用されている。最近、小さな町は国内でオルタナティヴ音楽の中心として知られている。毎年開かれる音楽祭、Aldrei fór ég suðurが、アイスランド国内外のバンド同様地元ミュージシャンを受け入れて行われている。2005年3月に開設された大学センター、Háskólasetur Vestfjarðaは、西フィヨルド地方の7000人の住民が遠距離で学ぶ場所となっている。

## 歴史

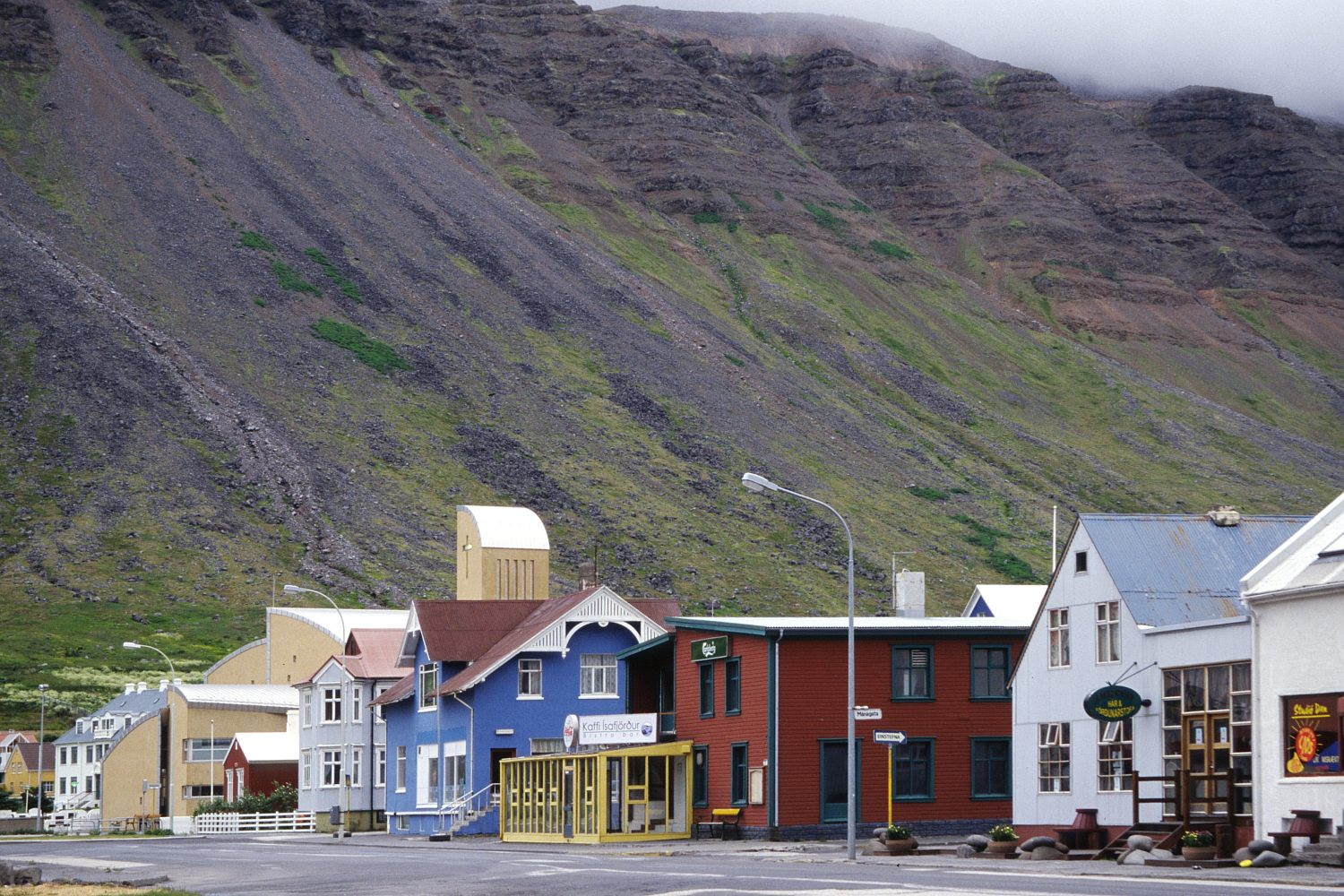
町並み

古いアイスランドの写本『ランドナーマボーク』によると、スクトゥルスフィヨルズゥルはヘルギ・フロールフソンが9世紀に初めて定住した。16世紀、町は外国商人の商業基地となった。同時代に西フィヨルド地方は魔女裁判が普通に行われており、多くの人々が、現在国立自然保護区となっている近くのホルンストランディル半島へ追放された。イーサフィヨルズゥルが自治体の地位を授けられたのは1786年である。 
地元の民族博物館には、1734年に建てられたアイスランド最古の住宅がある。古いアイスランドの丸太作りの住宅の膨大なコレクションは、かつてこの地域にあったものである。住宅はほとんどが外国商人によって18世紀後期に作られた物である。1742年に完成した住宅Tjöruhús、Krambúð（1761年完成）、Turnhús（1744年完成）は、現在海洋博物館が所蔵している。

## 音楽祭
2002年、基礎自治体イーサフィヨルズゥル出身のミュージシャン、ムーギーソンが最初のAldrei fór ég suður音楽祭を、イーサフィヨルズゥルの音楽家を支援する主旨で組織した。音楽祭は国内外の観客を集めて成功し、毎年4月半ばに開催されるようになった。Aldrei fór ég suður（一度も南に行ったことがない）とは、アイスランドの国民的歌手ブッビ・モルテンス（en:Bubbi Morthens）の同名の曲にちなむ。レイキャヴィーク外で文化行事を作り上げるという若いアイスランド人の活動への当てつけのようになり、田舎でのアイスランド人のルーツに関心を惹きつけた。音楽祭の副題は、rokkhátið alþýðunnar（人々のロック・フェスティヴァル）である。

## 出身者
- オラフル・ラグナル・グリムソン (第５代アイスランド大統領、在職 1996-2016)